# Anton Muziwakhe Lembede

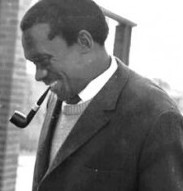
Anton Lembede

Anton Muziwakhe Lembede (* 21. März 1914 in Eston, Natal; † 30. Juli 1947) war ein südafrikanischer Lehrer, Rechtsanwalt und Politiker. Von 1944 bis 1947 war er der erste Präsident der ANC Youth League (ANCYL).

## Leben
Lembede wuchs in einer Bauernfamilie auf und wurde anglikanisch erzogen. Seine Mutter war Lehrerin und unterrichtete ihn zuhause. 1927 zog die Familie nach Mbumbulu, um dem Sohn eine gute Ausbildung zu ermöglichen. Kurz vor dem Umzug konvertierten sie zum Katholizismus, der im Leben des jungen Lembede eine wichtige Rolle spielte. Er wurde auf einer katholischen Schule unterrichtet, wo er gute Leistungen zeigte; nebenher arbeitete er in einer Küche, um das Schulgeld und Geld für Bücher zu verdienen. Nach seinem Abschluss 1933 konnte er mit Hilfe eines Stipendiums das Adams College bei Durban besuchen. Dort wurde er bis 1935 unter anderem von Albert Luthuli zum Lehrer ausgebildet. 
Lembede unterrichtete zuerst in Natal, später im Oranje-Freistaat, und schrieb sich an der Universität von Südafrika (UNISA) ein, wo er einen Bachelor und Bachelor of Laws machte. Ab 1943 konzentrierte er sich auf die rechtliche Tätigkeit und ging als Rechtsanwalt nach Johannesburg. Dort war er unter Pixley ka Isaka Seme tätig, ab 1946 war er dessen Kanzleipartner. 1945 machte er seinen Master an der UNISA und begann eine Promotion. Er starb 1947 an einer unbekannten Darmkrankheit.

## Politik
Seit seiner Zeit im Oranje-Freistaat, wo er den Nationalismus der Buren kennengelernt hatte, hing Lembede einem afrikanischen Nationalismus an. Nach seiner Ankunft in Johannesburg 1943 lebte seine Freundschaft mit Jordan Ngubane und Ashby Peter Solomzi Mda wieder auf, die ihn in den African National Congress (ANC) einführten. Bei der Gründung der ANCYL 1944 war er Mitglied des provisorischen nationalen Komitees, im September des Jahres wurde er Präsident und forcierte das Gründungsmanifest. Im selben Jahr wurde er zum stellvertretenden Generalsekretär des ANC in Transvaal gewählt. 1945 engagierte er sich mit Walter Sisulu und Oliver Tambo gegen kommunistische und anti-afrikanische Einflüsse im Provinzkongress von Transvaal und gegen die Native Representative Councils. 1946 wurde Lembede in das nationale geschäftsführende Komitee des ANC gewählt.

## Auszeichnungen
- 2005: Order of Luthuli in Gold (postum)[2]
- Umbenennung der Smith Street in Anton Lembede Street in Durban[3]